# منتخب بربادوس لكرة السلة
منتخب بربادوس لكرة السلة هو ممثل بربادوس الرسمي في المنافسات الدولية في كرة السلة. ينتمي إلى منطقة اتحاد الأمريكتين لكرة السلة. انضم إلى الاتحاد الدولي لكرة السلة في عام 1962.

## البطولات التي شارك فيها
- بطولة الأمريكتين لكرة السلة